# ヘンリー・チャップリン (初代チャップリン子爵)
初代チャップリン子爵ヘンリー・チャップリン（英語: Henry Chaplin, 1st Viscount Chaplin,PC、1840年12月22日 – 1923年5月29日）は、イギリスの地主、馬主、保守党の政治家。

## 生涯
地主ヘンリー・チャップリンとその妻キャロライン・エリスとの三男として生まれた。弟には政治家エドワードがいる。生家のチャップリン家は17世紀以来リンカンシャーに住むトーリー気質の家柄であったが、青年期以降は彼も保守党に属することとなる。
ハーロー校に学んだのち、オックスフォード大学・クライストチャーチカレッジに進んだ。学友の中には、時のプリンス・オブ・ウェールズことエドワード王太子（のち国王エドワード7世）もおり、王太子のグループに加わって学生生活を過ごした。大学在学中には競馬遊びも覚えて自身も馬主となった。この頃のチャップリンには気品があり、約束したことは必ず守る義理堅い性格から、友人の間では『マグニフィコ』と呼ばれていた。

### フィアンセの駆け落ち
その彼にも恋心を抱く女性がいた。その相手はアングルシー侯爵家令嬢フローレンス・パジェットといい、彼女を巡って学友の第4代ヘイスティングズ侯爵と争った。フローレンスは第2代アングルシー侯爵の息女で、初代アングルシー侯爵陸軍元帥を祖父に持つ。彼女はその小柄な美貌から「ポケット・ヴィーナス(Pocket Venus)」の呼び声ある女性であった。チャップリンはフローレンスを連れ立って舞踏会やダービー観戦に赴くようになり、二人が結婚するのも時間の問題であると噂された。やがてフローレンスは彼を選び、1864年に二人は婚約を発表した。
結婚式も直前となった時期、花嫁はオックスフォード街にウェディング用品を買い足しに出かけたが、この時に前代未聞の事件が起こった。彼女は店舗に入ると別のドアから店を抜けて、馬車に乗り込み教会へと向かい、そのままヘイスティングズ侯爵と結婚したのである。
翌日、フローレンスは彼に結婚と謝罪を告げる手紙を送っている。この仕打ちに大きなショックを受けるとともに、チャップリンは面目を失った。失意のチャップリンは友人とインドに傷心旅行へと旅立ったが、この旅行中に友人フレデリック・ジョンストンから嗾けられて本気で競馬に打ち込む決心をしたという。

### ダービーでの大勝利

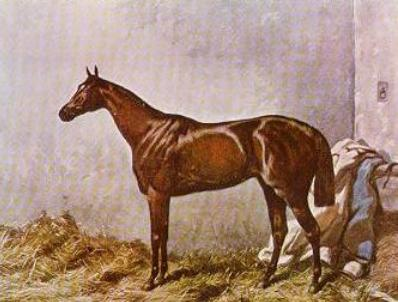
チャップリンの愛馬ハーミット

花嫁駆け落ち事件ののち、チャップリンは手当たり次第に馬を買い求め、競馬に賭けるようになった。ミドルパーク牧場で2歳馬のセリに参加したが、このときに愛馬ハーミットに出会った。このセリには裕福なヘイスティングズ侯爵も参加しており、ハーミットを巡って争ったが、チャップリンが1000ギニーで競り落とした。ハーミットは成長してダービー有力候補に目されたが、侯爵の方は負けるほうに賭けていた。
侯爵の賭けの正しさを裏打ちするかのように、ハーミットはダービーの1週間前に鼻出血を起こした。そのためオッズは66対1（67倍）の人気薄となった。しかし一度レースが始まると、ハーミットは好位置につけ、最後の直線で怒涛の追い上げを見せて首差で勝利した。その結果、チャップリンは12万ポンドもの大金を得てダービー優勝を果たした。一方のヘイスティングズ侯爵は12万ポンドもの負債を負うこととなった。この後も侯爵は負けを取り戻すべく競馬を続け、借金は膨らむ一方で負債は30万ポンドに及んだ。やがて「ハーミットにダービーで勝たれて、私の心は打ち砕かれた」という言葉を友人に残して、1868年にこの世を去った。この直後、チャップリンは政界を目指して庶民院議員選挙に出馬することとなる。

### 政界入り
1868年11月、総選挙に出馬してミッドリンカンシャー選挙区から保守党議員として当選を果たした。この当選以降は1885年の議席再分配法の施行まで、同選挙区から当選を続けた。1885年総選挙以後はスリーフォード選挙区から当選して、1906年に敗れるまで同選挙区に身を置いた。
初当選を果たした時期は折しも、自由党党首ウィリアム・グラッドストンがアイルランド国教会の廃止を公約として総選挙に臨んでいた。結果は自由党の勝利であり、379議席を得た自由党に対して、チャップリンの属する保守党は272議席に甘んじることとなった。登院後、庶民院ではアイルランド国教廃止法に反対する処女演説を行っている。この演説に対して、グラッドストンは「演説の才による心地よさ、有能にして率直、独創的かつ潔い意見の表明がある」と褒めている。なお、彼とグラッドストンの友情は終生続くこととなる。一方で、チャップリンは保守党党首ベンジャミン・ディズレーリのことも尊敬しており、ヘンリー・ベンティンク卿の紹介でディズレーリと出会い、彼からも好意を得たという。
第二次ディズレーリ政権下では首相をよく支えた。ディズレーリはブラッドフォード伯爵夫人への手紙の中で「彼が私のそばを離れることはないし、その助けは計り知れないものだった。天性の弁舌家にして論客でもある。庶民院最高の演説家で、そうでなくとも将来そうなるだろう。私の言葉をご記憶あれ」とチャップリンの貢献を記している。政権下の1876年、インド女帝位を望むヴィクトリア女王の意に沿うべく、ディズレーリ首相は王室称号法案を提出した。この法案審議の際、彼は野党自由党の反対を押し切ってディズレーリを支持した。

### ソールズベリー侯爵内閣での活動

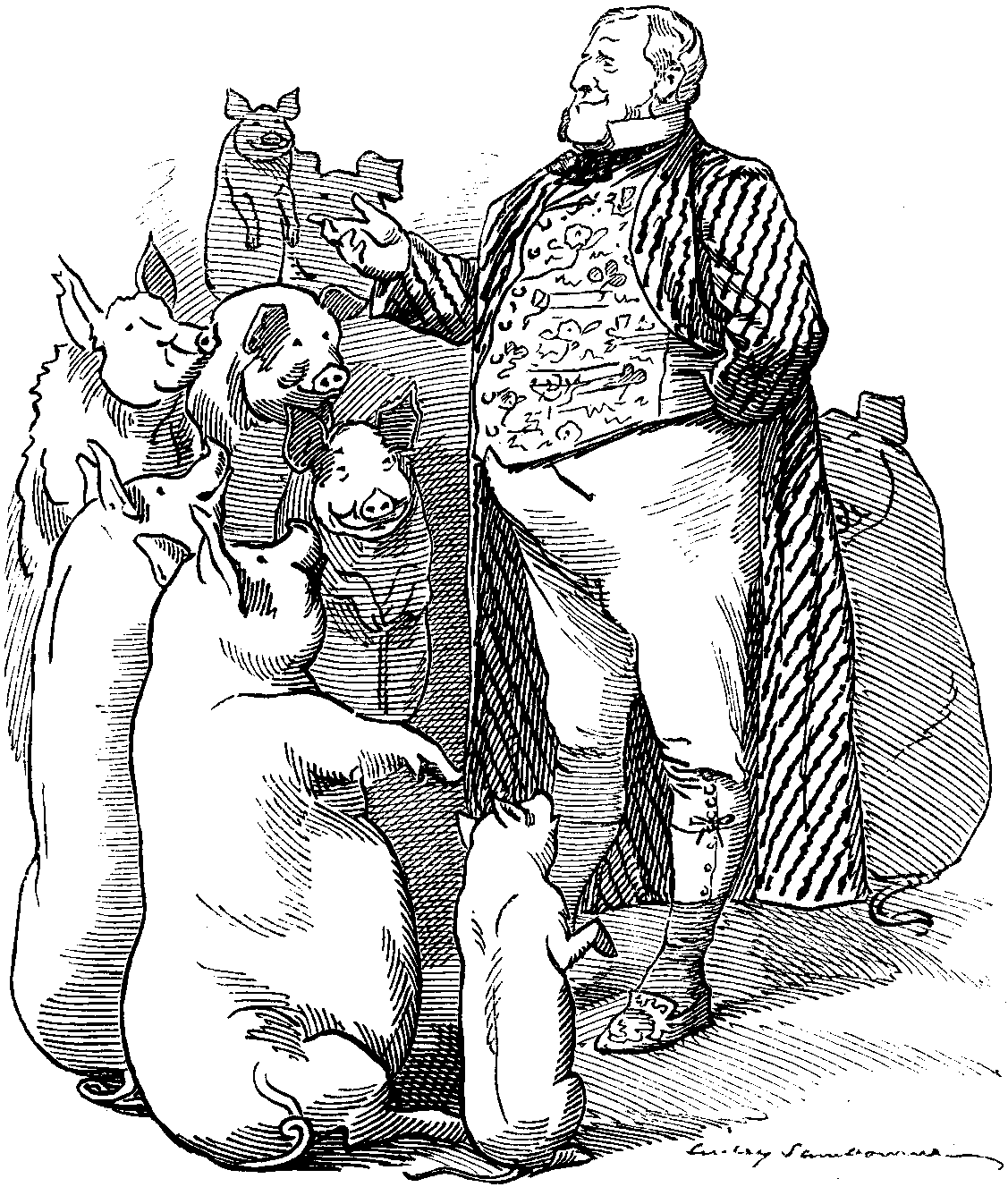
『パンチ』誌に描かれた農業委員会時代のチャップリン。

1885年、枢密顧問官に任じられた。成立した第1次ソールズベリー侯爵内閣ではランカスター公領担当大臣に就任したが、在任は短く翌年には辞職している。翌年、政権を奪還したグラッドストンがアイルランド自治法案を提出すると、これに反対した。代わって第2次ソールズベリ侯爵内閣が発足した。この際にソールズベリー侯爵から地方自治委員会関連の役職を提示されたが、このポストは閣内大臣ではなかったため辞退した。
1889年、枢密院の農務部門から独立して農業委員会が設立される運びとなり、初代委員長にはチャップリンが選ばれた。委員会に与えられた予算は少なく農業支援には難渋したものの、牛疫対策と小作法案の成立に尽力して法案成立にこぎつけた。1892年のソールズベリー首相退陣に伴って委員長職を退いた。1885年に第3次ソールズベリー侯爵内閣が発足すると、地方自治委員会委員長に就任した。しかしこのポストでの彼は冴えず、農業規格法案の処理を誤り、ワクチン接種法案の審議では党内の有力者アーサー・バルフォアから切り捨てられる結果となった。その後、1900年にいまだ政権の続くなか委員長職を辞した。退任時には首相から叙爵の内示を受けたが固辞している。
私生活でも恵まれず、浪費のためにチャップリン家の家計は逼迫していた。1897年には一族の邸宅ブランクニー・ホールを第2代ロンズバラ伯爵に売り渡し、1900年にもタスウェルにある不動産を売却せざるを得なかった。

### 関税改革を支持

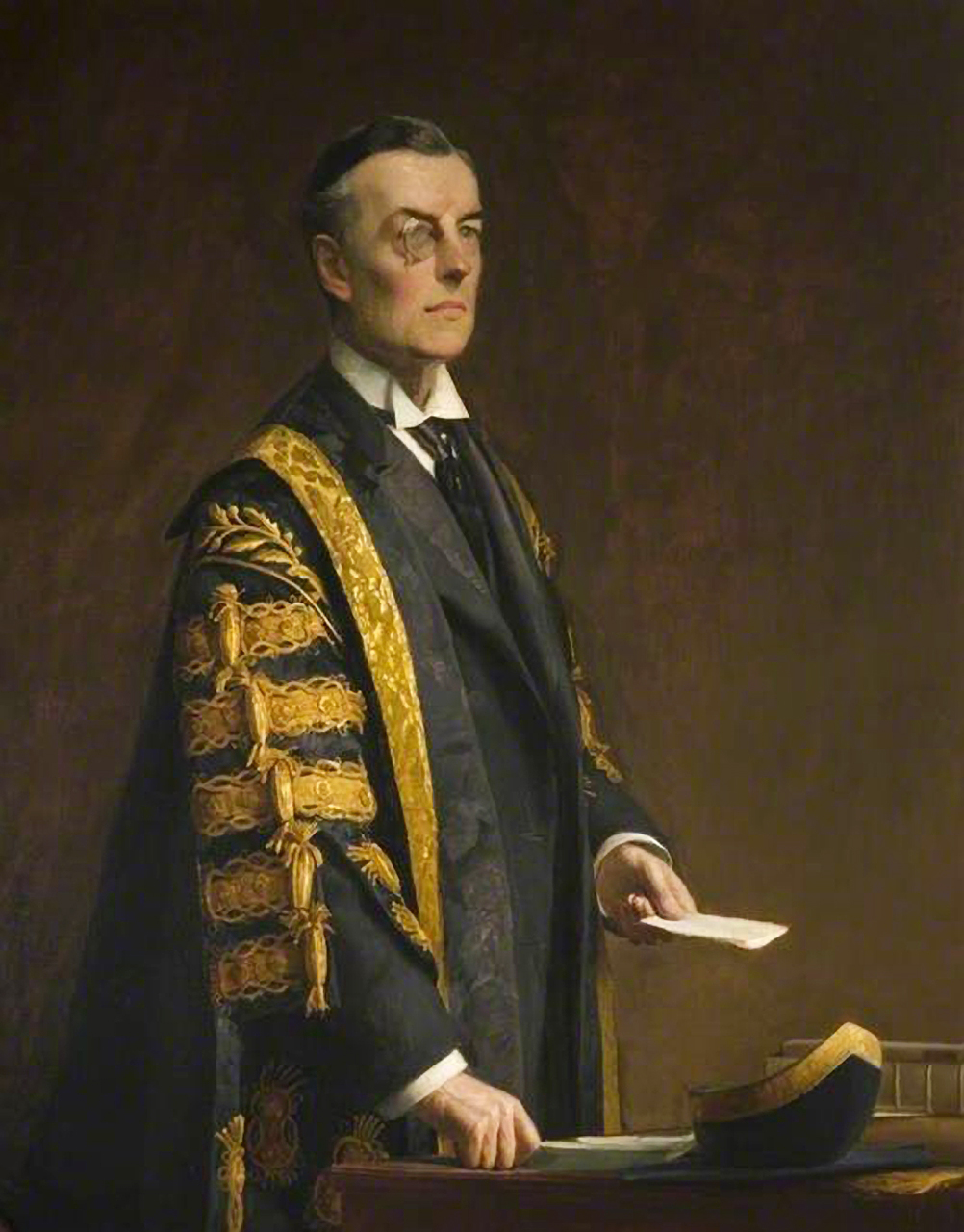
関税改革の提唱者ジョゼフ・チェンバレン

1899年にボーア戦争が始まったが、この戦争は予想に反して長引き、巨額の戦費を要したことからイギリスは財政赤字へと突き進んだ。この財政危機を巡って、関税による穴埋めをはかる保護貿易派と、従来の貿易体制を維持する自由貿易派とに政界は分裂して、その対立は政治問題化した。保護貿易派の領袖ジョゼフ・チェンバレンは関税改革の構想を打ち出した。チャップリンもこの改革を支持して関税委員会のメンバーに加わったほか、自由貿易に反対する急先鋒として活動した。こうした主張の前段には、彼が農業恐慌で大打撃を受けた小麦栽培の産地で生まれ育ち、かねてから再三保護主義を解決策として挙げていた点がある。しかしチャップリンの考えとは裏腹に、地主層はイギリス農業に対する改革の有効性に疑問を感じ、労働者層は雇用の安定よりも「安価なパン」を求めていた。そのためチェンバレンは打って出た1906年総選挙に敗北、関税改革は頓挫した。関税改革を支持したチャップリンもこの余波をこうむり、総選挙に落選する結果となった。
ただし早くも翌年にはウィンブルドン選挙区で行われた補欠選挙に出馬して、若き哲学者バートランド・ラッセルを破って当選している。以降も関税改革の旗振り役を務めたが、自党党首ボナー・ローが1912年にアイルランド自治問題に取り組むため関税問題を切り捨てると、チャップリンは落胆したという。

### 大連立への反対
1915年に第一次世界大戦が勃発すると、ハーバート・アスキス首相は保守党党首ボナー・ローらと会談を持ち、自由党と保守党による挙国一致内閣を成立させた。これに対して、チャップリンは連立反対、解消を訴えて、庶民院における連立反対派の指導者の役割を果たした。
1916年に脳卒中の発作に襲われた。再び叙爵の提案があり、これを機に引退するよう説得された。1900年のときと違って今度は了承し、1916年にチャップリン子爵に叙されて貴族院に移った。

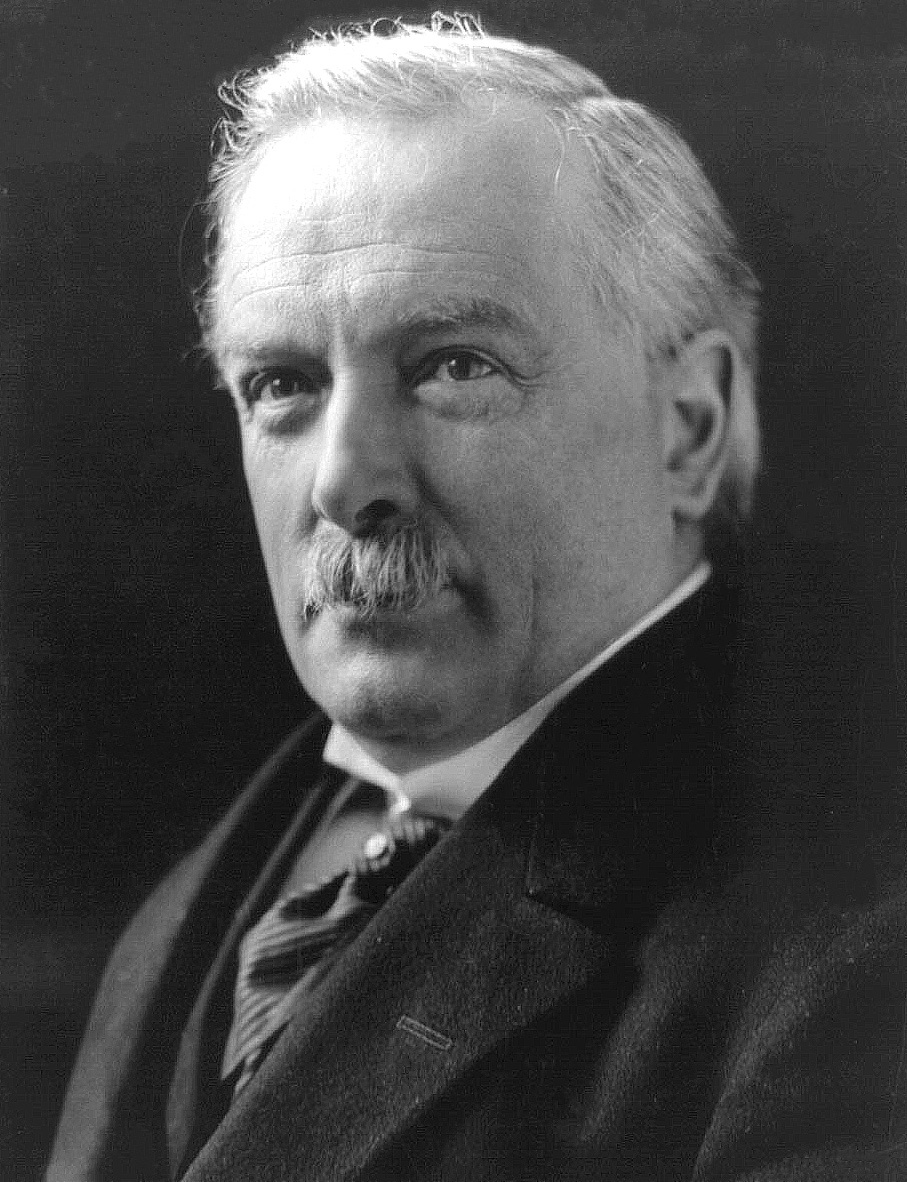
首相ロイド=ジョージ

この年、自由党のデヴィッド・ロイド=ジョージが政権を握り、アスキスに代わって大戦の戦争指導を開始した。しかし大戦が終結すると、ロイド=ジョージの国政にはワンマンが目立ち、チャナク危機での強硬外交、栄典制度に絡む政治と金の疑惑によって議員らの顰蹙・不満を買っていた。そのため事態はチャップリンの主張どおり大連立の解消に推移していく。1922年10月、保守党党員の社交場カールトン・クラブで議員総会が開かれ、大連立継続が議論に掛けられることとなった。その結果、賛成187・反対87の大差で、連立の解消が決議された。この会合にチャップリンも加わって賛成票を投じようとしたが、貴族であることから出席を拒否されている。なお大連立の支持基盤が保守党であったため、ロイド＝ジョージは結果を聞くや即日に内閣総辞職を決断している。
翌年の1923年に82歳で死去した。長男エリックが爵位を継承した。

## 栄典

### 爵位
1916年6月20日に以下の爵位を新規に叙された。
- 初代リンカン州ブランクニー、セント・オズワルズのチャップリン子爵(1st Viscount Chaplin, of St Oswald's, Blankney, in the County of Lincoln)[36]
（勅許状による連合王国貴族爵位）

### その他
- 枢密顧問官（PC）（1885年[15]）

## 評価
- 親友の第16代ウィロビー・ド・ブローク男爵（英語版）は「最後のカントリージェントルマン...(中略)...強烈な個性を持っていたからすぐに彼だと判るし、民衆にも親しまれていた。誰もが彼を一目見て知っていた」と評した[40]。
- 『英国人名辞典』は「政治家としては指導者というよりもその取り巻きといった性格で、議会での演説手法も古臭かったが、地元には忠実で地方ではよく評価された。」と評している[2]。

## 人物・逸話

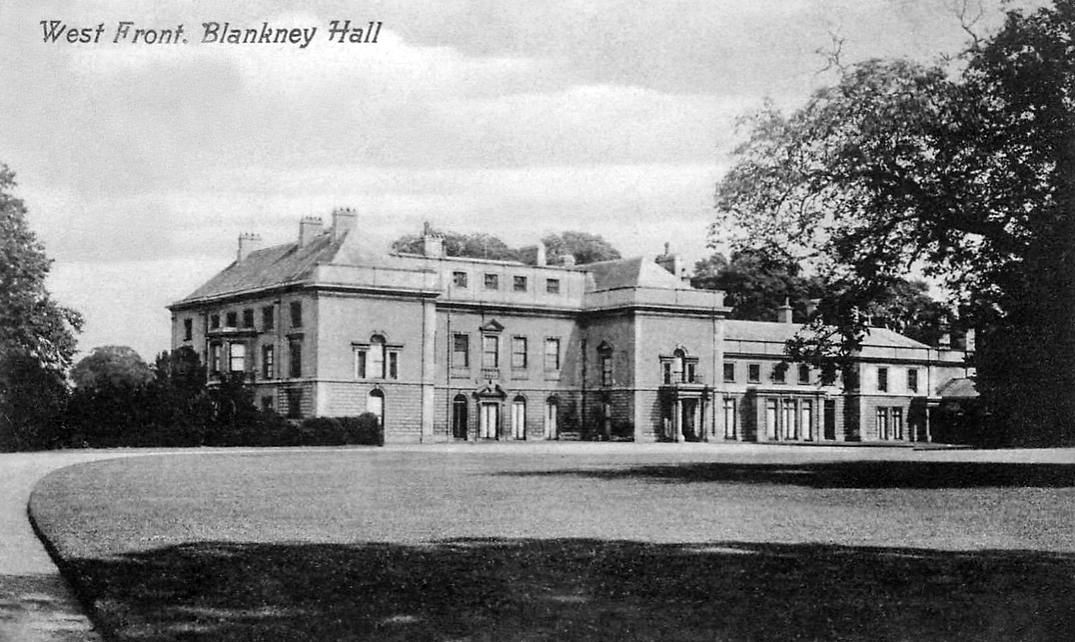
1897年に売却した邸宅ブランクニー・ホール

- 社交的な性格であり、食通、評論家としても知られた[2]。愛馬ハーミットの種馬収入（年間15,000ポンド）に助けられていたが、収入を超える浪費を続けた挙句、不動産・邸宅を手放すこととなった[41]。
- 自分と同じく太っていた自由党の政治家とどちらがよりダイエットできるかを競い、18ストーン（114.3kg）から16ストーン（101.6kg）の減量に成功した[35]。

## 家族
1876年にフローレンス・サザーランド＝ルーソン＝ゴア（Florence Sutherland-Leveson-Gower、1881年没、第3代サザーランド公爵の長女）と結婚、1男2女をもうけた。
- （長男）エリック・チャップリン（1877年 - 1949年）- 第2代チャップリン子爵。
- （長女）エディス・ヘレン・チャップリン（英語版）（1879年 - 1959年）1899年にカスルレー子爵（英語版）（のち第7代ロンドンデリー侯爵）と結婚[1]、彼女が400頁にもわたる父の伝記を執筆した。
- （次女）フローレンス・チャップリン（1889年 - 1949年）